# Islas Caimán en los Juegos Olímpicos de Río de Janeiro 2016
Islas Caimán participa en los Juegos Olímpicos de 2016 en Río de Janeiro, Brasil, del 5 al 21 de agosto de 2016.

## Participantes
Atletismo
- Ronald Forbes
- Kemar Hyman

Natación
- Geoffrey Butler
- Lara Butler

| Atleta          | Evento        | Preliminares | Preliminares | Semifinales | Semifinales | Final     | Final     |
| Atleta          | Evento        | Tiempo       | Pos.         | Tiempo      | Pos.        | Tiempo    | Pos.      |
| --------------- | ------------- | ------------ | ------------ | ----------- | ----------- | --------- | --------- |
| Geoffrey Butler | 400 m libre   | 4:07,87      | 48.º         | —           | —           | No avanzó | No avanzó |
| Lara Butler     | 100 m espalda | 1:04,98      | 29º          | No avanzó   | No avanzó   | No avanzó | No avanzó |

Vela
- Florence Allan